# 細鱗裂腹魚
細鱗裂腹鱼（学名：Schizothorax chongi）为輻鰭魚綱鯉形目鲤科裂腹鱼属的其中一種。分布於亞洲中國四川省金沙江流域，體長可達到24.4公分，棲息在中底層水域。